# Super Bowl XXI
Match précédent Match suivant
Le Super Bowl XXI est l'ultime rencontre de football américain de la saison 1986 de la NFL. Le match a lieu le 25 janvier 1987 au Rose Bowl Stadium de Pasadena, Californie.
Neil Diamond y chanté-e l'hymne national américain.
Les Giants de New York remportent le premier trophée Vince-Lombardi de leur histoire en s'imposant 39 à 20 face aux Broncos de Denver.
Phil Simms est désigné meilleur joueur du match.
Il s'agit du premier Super Bowl à s'être conclu par un scorigami.

## Déroulement du match
| Score    | Q1 | Q2 | Q3 | Q4 | Total |
| Denver   | 10 | 0  | 0  | 10 | 20    |
| New York | 7  | 2  | 17 | 13 | 39    |